# Continuing
Continuing ist ein Jazzalbum von Tyshawn Sorey. Die wohl um 2022 entstandenen Aufnahmen erschienen im Juli 2023 auf Pi Recordings, neben Download und Compact Disc auch im Format von zwei 12-Zoll-Singles.

## Hintergrund
Tyshawn Sorey nahm 2021 mit dem Pianisten Aaron Diehl und dem Bassisten Matt Brewer das Album Mesmerism auf, eine Sammlung von Standards und anderen Fremd-Kompositionen. Für das folgende Livealbum The Off-Off Broadway Guide to Synergism (2022) kam Russell Hall für Brewer in die Band, ebenso der Altsaxophonist Greg Osby als Gast. Auf Continuing ist Brewer zurück; in Triobesetzung nahm das Trio vier lange Titel auf, darunter „Reincarnation Blues“, eine Komposition von Wayne Shorter, die ursprünglich auf Art Blakeys Album Buhaina’s Delight aus dem Jahr 1963 aufgenommen wurde.

## Titelliste
- Tyshawn Sorey: Continuing (Pi Recordings)[1]

1. Reincarnation Blues (Wayne Shorter) 10:24
2. Seleritus (Ahmad Jamal) 15:42
3. Angel Eyes (Earl K. Brent, Matt Dennis) 13:42
4. In What Direction Are You Headed (Harold Mabern) 10:45

## Rezeption
Es sei aufregend gewesen, die Partnerschaft zwischen dem Pianisten Aaron Diehl und dem Schlagzeuger Tyshawn Sorey zu erleben, schrieb Phil Freeman in Stereogum/Ugly Beauty, die mit dem Trioalbum Mesmerism begann. Auf Continuing sei Matt Brewer zurück, aber die Musik sei viel ausgedehnter und explorativer als auf Mesmerism. Ihre Version des „Reincarnation Blues“ würde fast acht Minuten lang geduldig und hypnotisch dahinfließen, bevor Diehl die Fesseln durchtrennte, die ihn an der Erde festhalten, und auf einer romantischen Wolke davonschwebe.
Wo die Überschneidungen zwischen improvisierter und komponierter Musik beginnen und enden, sei Sorey egal, meint John Fordham (The Guardian). Schon immer habe er die Tradition des Jazz auf seine eigene Weise umgewandelt; doch auch die Avant-Jazz-Restrukturalisten Anthony Braxton und Butch Morris und das klangzentrierte Werk des zeitgenössischen Klassik-Komponisten Morton Feldman sei ihm ebenso wichtig gewesen. Deshalb würden Standard-Jazz-Interpretationen von Soreys Trio nicht wie die anderer klingen. Es sei eines der besonderen Alben des Jahres; Continuing schimmere mit Neuerfindungen alter Magie. John Fordham zählte es zu den zehn besten Jazzalben des Jahres.
Mit „Continuing“ führt Tyshawn Sorey seine Auseinandersetzung mit dem Format des klassischen Jazz-Piano-Trios fort, die er 2022 schon mit dem Vorgänger Mesmerism begonnen hatte, schrieb Josef Engels (Jazz thing). Doch der Plattentitel beziehe sich nicht bloß auf eine Kontinuität innerhalb der Diskografie des genresprengenden Schlagzeugers und Komponisten. Indem Sorey, Pianist Aaron Diehl und Bassist Matt Brewer das Material „mit der Präzision und Sorgfalt japanischer Zengärtner“ bearbeiten, würden sie klarmachen: Das Erbe der Meister sei in guten Händen.
In Soreys Trio herrsche eine köstliche Spannung, ein Gefühl explosiver Energien, die unter jeder ruhigen Oberfläche pulsieren, schrieb Nate Chinen (National Public Radio). So schwanke Aaron Diehl bei diesem Push-Pull oft an der äußersten Schwelle der Kontrolle (was bei einem Musiker mit so außergewöhnlicher Haltung eine aufregende Sache zu hören ist). Tyshawn Sorey sei eine Hommage an Meister des Jazz gelungen, die spürbar aufrichtig wirke.